# Sint-Omaarskerk (Verchin)
De Sint-Omaarskerk (Frans: Église Saint-Omer) van het dorp Verchin in het Franse departement Pas-de-Calais is een laatgotisch kerkgebouw uit de 17e eeuw. Het is bekend om zijn gedraaide torenspits en werd in 1996 een monument historique. Sinds het begin van de 21e eeuw is het gebouw niet meer toegankelijk wegens bouwvalligheid.

## Geschiedenis
De kerk is vanaf 1607 opgericht op de funderingen van een voorganger, afgebeeld in de Albums van Croÿ. De opdrachtgevers waren Antoine de Tramecourt en Louise de Saint-Venant. Volgens een datumsteen zouden de koorgewelven zijn opgetrokken in 1616, mogelijk te lezen als 1676. De stevige toren met schietgaten, afgewerkt tegen 1630, was bedoeld als versterking waar de dorpelingen zich konden terugtrekken wanneer troepen het land afstroopten. Tijdens de Negenjarige Oorlog in 1689 lag er een Spaans garnizoen.
De kerk werd in 1793 verkocht als nationaal goed. De koper wilde haar afbreken om als bouwmateriaal te verkopen, maar een inwoner van Verchin voorkwam dit door ze voor 500 franc te verwerven.
Rond 1850 is de torenspits vervangen. Het gebruikte olmenhout was nog groen, waardoor de constructie begon te "werken", mede onder druk van de zware leien. Op foto's van 1880 is reeds een gedraaide spits te zien, die enigszins vooroverbuigt als een kaboutermuts.

## Beschrijving
De kerk is opgetrokken in flamboyante gotiek. Ze heeft een voorgebouwde westtoren met schuine steunberen en een ingesnoerde, achthoekige spits. De voorgevel ervan is versierd met sculpturen, en andere delen met waterspuwers in de vorm van sirenes en leeuwen. Het schip telt vijf traveeën en het koor, onder hetzelfde dak, drie. 

## Legende
Rond het scheeftrekken van de toren is een legende ontstaan. In Verchin zou het zo gewoon zijn geweest dat meisjes die trouwden geen maagd meer waren, dat de toren zich verbaasd vooroverboog toen zich een beeldschone bruid aandiende die dat wél nog bleek te zijn. Wanneer de toren ook nog zag dat ze de waarheid sprak, draaide hij zich rond zijn as in een knoop. Pas als een tweede maagd in de kerk huwt, zou hij zich weer rechtdraaien. De toren staat nog altijd scheef.